# Fejér Márton
Kövendi Fejér Márton (Kövend, 1812. szeptember 30. – Kolozsvár, 1865. december 31.) ügyvéd.

## Élete
Fejér Mihály és Ádámosi Klára székely nemesi szülők fia volt. Középiskolai tanulmányait a tordai unitárius aliskolában 1823-ban, a bölcseletet és hittudományt a kolozsvári főiskolában 1833-ban, a jogi tanfolyamot ugyanott a római katolikus líceumban 1834–1835-ben végezte.
Az unitárius főiskola ifjai 1825–1830 között az új életre ébredt nemzeti érzés buzdító hatása alatt arra egyesültek, hogy közösen könyveket szereztek be és azokat együtt olvasgatták, év végén pedig szétosztották. 1832–1833-ban azon gondolatra jöttek, hogy könyveiket többé ne osszák fel, hanem gyűjtsék össze, abból állandó könyvtárt alkossanak, s a társaságot is állandósítsák. Így született meg Erdélyben a kolozsvári unitárius főiskola ifjúsága között egy iskolai állandó magyar társaság 1832–1833-ban. A közbizalom a jegyzői tollat Fejér kezére bizta; 1834. szeptember 8-án kelt az általa írt legelső, október 29-én az utolsó jegyzőkönyv. A gyűlés a tagoknak gondolkodás- és szónoki előadásbeli gyakorlása végett elhatározta, hogy a tisztviselők a gyűléseken beszédet tartsanak és azokat egy Beszédtár című könyvbe írják. E gyűjteményben levő, a társaság történetében maradandó becsű három első beszéd az övé. (1834. szeptember 9., szeptember 12. és november 27.).
1836. június 12-én aranyosszéki táblabíróvá esküdt fel, november 13-án királyi táblai írnok lett, 1837. február 8-án a Kolozsvárt tartott egyházi főtanács az egyház költségén külföldi akadémiákra küldésre választotta meg; miután az engedély csak november 22.-én érkezett le, ekkor ő már szándékáról lemondott.
Még azon évben a szebeni országgyűlés alatt ügyvédi vizsgát tett (oklevelének kelte 1838. február 3.); azon évi július 11-én a királyi közügyigazgatósághoz gyakornoknak vétetett fel; 1841. november 4-én II. osztályú, 1843. március 31-én I. osztályú írnokká lépett elő; eközben 1841. augusztus 18-án désaknai kamarai helyettes fiskális volt; az 1842. február 27-én tartott kolozsvári egyházi főtanács megválasztotta egyházi tanácsossá. Ez időben Werbőczy István Hármaskönyvének első részét magyarra fordította.
1844-ben néhány társával Marosvásárhelyt takarékpénztárt alapított. 1847-ben az erdélyi udvari korlátnokságnál az udvari ágensi, 1848. szeptember 25-én Pesten a váltó- és hiteltörvényi vizsgálatot is letette. Aranyosszék a pesti közös hongyűlésre képviselőjévé választotta. 1849. március 29-én Debrecenből nejével együtt Kolozsvárra jött, mire április 12-én Csányi kormánybiztos mellé rendeltetett és ott szolgált néhány hónapig.
A világosi katasztrófa Nagyváradon találta, innen Kolozsvárra ment, ahol augusztus 27-én elfogták; 1850. január 15-én nyerte vissza szabadságát és később ismét ügyvédkedett. Az erdélyi gazdasági egyesület alapító és választmányi tagja, az erdélyi muzeum-egyletnek pedig ügyvédje volt. Amikor Erdély tervezett új felosztásakor némelyek Aranyosszéknek más hatóságba beolvasztását hozták szóba, Fejér ez ellen nyilatkozott (Kolozsvári Közlöny 1862. 22. 23. sz.).
1864-ben érdemei elismeréséül az unitárius egyházi főtanács a kolozsvári főiskola felügyelő gondnokává választotta. Midőn a kormány az ügyvédi kart kamarai és bürokráciai alapon újból szervezni szándékozott, ügyfelei érdekében ismét felszólalt.
Arcképe kőnyomatban Bauer J.-tól, Stoufs József nyomtatta Bécsben (a Keresztény Magvető III. kötetében.)